# Post-punk
El Post-punk és un moviment de música rock amb arrels a la fi dels anys 1970, tot seguit de l'explosió inicial del punk rock de mitjans dels 1970. Aquest gènere reté les seues arrels del moviment punk però d'una manera més introvertida, complexa i experimental.
L'avantguarda del post-punk la representaven grups com Siouxsie and the Banshees, Wire, Public Image Ltd, Gang of Four, 
the Pop Group, Joy Division, the Fall Cabaret Voltaire, the Cure Magazine, Pere Ubu, Talking Heads, Devo i the Slits.
Aquest gènere va trobar un lloc ferm a l'escena indie i va propiciar el desenvolupament d'altres gèneres com el rock gòtic, la música industrial i el rock alternatiu. A mitjans de la dècada de 1980 el post-punk s'havia esvait donant empenta al new pop i al rock alternatiu amb l'ampliació del rang del punk i la música underground incorporant-hi elements del Krautrock (particularment l'ús de sintetitzadors i l'extensa repetició), el dub jamaicà (específicament en el baix), el funk americà, l'experimentació a l'estudi i de, fins i tot el gènere més oposat tradicionalment al punk, la música disco al gènere.
El Post-punk revival és un gènere desenvolupat a finals de la dècada de 1990 i principis de la dècada de 2000, inspirat en els sons i estètica del garage rock de la dècada de 1960 i el new wave i post-punk de la dècada de 1980 amb bandes com the Strokes, the Libertines, the Killers, Franz Ferdinand, the White Stripes, the Kooks, Interpol, the Vines, the Hives, Bloc Party, Arctic Monkeys, the Cribs i Kaiser Chiefs, que a final de la dècada s'havien desbandat, mogut a altres projectes o posades en suspens, perquè algunes van retornar en la dècada de 2010.

## Enllaços exterms
- Julian Cope's Post-punk essay and sampler
- Hour-long public radio interview Arxivat 2011-11-02 a Wayback Machine. with Simon Reynolds, author of Rip It Up and Start Again: Post-Punk 1978–1984 on The Sound of Young America
- Simon Reynolds' Rip It Up and Start Again: Post-Punk 1978–1984 Arxivat 2011-11-02 a Wayback Machine., Fast 'n' Bulbous review